# Shion Inoue
Shion Inoue (født 3. august 1997) er en japansk fodboldspiller, som spiller for den japanske fodboldklub Tokyo Verdy.